# Манастир Високи Дечани
Манастир Високи Дечани је српски средњовековни православни манастир у Дечанима. Задужбина је краља Стефана Дечанског и цара Стефана Душана. Иницијатива за градњу овог манастира припадала је Светом Сави. Краљ Стефан Дечански у његовој хрисовуљи је јасно казао да је место за дизање храма Божијег у Дечанима изабрао Свети Сава, али га је смрт престигла, а било је суђено краљу Урошу III да подигне манастир на том месту. Градња је трајала између 1326/1327. и 1334/1335. године, фреске су завршене око 1348. године. Манастир је посвећен Вазнесењу Господњем — Спасовдану (фреска празника се приказује и у куполи под називом Христ Сведржитељ, свевладар — на грч. Пантократор). Главни неимар био је мајстор Вито Которанин а забележено је још неколико имена мајстора.
Манастирска црква представља петобродну грађевину и припада рашком стилу.  У самом плану Дечана стара искуства рашког градитељства развијена су и доведена до сасвим новог израза, уз примену најсложенијих решења савремене романоготичке архитектуре српског Поморја.  надвишен куполом – постављеном, као и када је речо рашким црквама из XIII столећа, на уздигнуто кубично постоље. Манастир се налази у једној удолини поред речице Дечанска Бистрица југозападно од Пећи, испод планинског масива Проклетије. Мошти Светог краља Стефана Дечанског и Свете Јелене Дечанске почивају у Манастиру. Када су Турци хтели Дечане да претворе у џамију 1692. године догодило се чудо којим су у томе спречени и које се приписује њој.
Манастир припада Епархији рашко-призренској Српске православне цркве и представља непокретно културно добро као споменик културе од изузетног значаја.

## Изградња манастира
У оснивачкој повељи за цркву Христа Пантократора у Дечанима, коју је издао краљ Стефан Дечански, Свети Сава одабрао је и обележио је да подигне божји храм у месту „које се зове Дечани у жупи Затрнавској”, али није стигао да то уради.  Изградња цркве Христа Пантократора (Сведржитеља) трајала је између 1326/1327. године и 1334/1335. под ктиторством српског краља Стефана Уроша Трећег Дечанског, а главни мајстор био је фра Вита из Котора, иначе фрањевац. Радове је надгледао архиепископ Данило Други који се трудио о „саздању и утврђењу“ цркве скупивши „велико мноштво уметничких и вештих мајстора“. Сам Стефан Дечански је сазидао угаони камен на овој цркви а још 1330. године издао је ктиторску повељу којом је богато обдарио своју задужбину. После смрти краља Стефана, његово дело наставио је његов син Стефан Душан и окончао градњу Дечана 1335. године. У време турског робовања ова царска лавра је опстала, али у врло тешким околностима.
Осликан је знатно касније 1347-1348. године. Саме пропорције овог манастира (дуг 36 m, а висок 30 m), за оно време потпуно неуобичајене допринеле су да се овај манастир назива „Високим“ (Високи Дечани). Племенито једноставан, складних пропорција овај манастир представља највећи српски средњовековни споменик. По легенди, сам Стефан Дечански је изабрао место на којем манастир сада лежи. Он је у ту сврху доста места обилазио, а онда је изненада наишао на ово место које га је очарало својом лепотом.
"А сам, поставивши шаторе, ту пребиваше дивећи се красноме месту, јер лежи на највишим местима, сачишћено сваким дрвећем, многогранатим и многоплодним, а уједно равно и травно, а одасвуд теку најслађе воде. Ту извиру велики извори и напаја га бистра река, чија вода пре укуса даје велико руменило лицу, а после укуса велико добро растворење телу, тако да се нико не може наситити насладе воде. Са западне стране затварају га највише горе и њихове стрмине, и отуда је тамо здрав ваздух. Са источне стране овоме се приуподобљава велико поље, наводњавано истом реком. Такво је дакле место часно и достохвално за подизање манастира" (Григорије Цамблак).

## Период после 16. века
У време обнове Пећке патријаршије, у другој половини 16. века, настају боља времена. У то време, па и кроз цео 17. век, манастирска ризница, библиотека и остала манастирска здања су обогаћена вредним драгоценостима. Посебно је значајан рад манастирске скрипторије где су преписиване богослужбене и богословске књиге. У време Велике сеобе Срба под патријархом Арсенијем Чарнојевићем, манастир су опљачкали Турци. Поново су настала тешка времена за манастир Дечане и његово братство које се тих година једва одржало.
Дечански монаси су били соколари у време турске власти јер су тако, бар формално били привилеговани, иако им те привилегије у Арнаутлуку нису много помагале. Сваке године морали су да се труде око потврђивања соколарског права а били су принуђени да соколове сами носе на султанов двор.
Кнез Милош подиже 1836. године један конак, а кнез Александар 1849. године поклања ћивот за мошти светог краља Стефана Дечанског. Мошти су последњи пут пресвучене 1964. године у одећу коју је сашио тадашњи епископ, каснији патријарх српски Павле. Током 19. века обновљена су манастирска здања.
При манастиру се још од 18. века налазила српска школа, која није прекидала рад.
Манастир је пострадао у другој половини 19. века, од стране Арнаута. Говорило се да је он непрекидно опседнут од стране наоружаних Арнаута. Архимандрит Рафаило се једва спасао бежећи у Црну Гору, а када се ситуација смирила на чело манастира постављен је јеромонах Данило. Манастир је у то време имао свој чифлук у селу Љубожди на којем је радило неколико српских задруга. Арнаути су Србе растерали а имање разграбили, лишивши тако и манастир прихода.
Године 1900. манастир је преживео тешко, опсадно стање јер се неколико пута нашао на мети једне разбојничке банде Шиптара. Први напад  је био 15. августа те године, али безуспешан. Турска царска власт је одмах реаговала и у манастир послала регуларну војску. Ту су се уселили као заштита: јузбаша, мулазим и 100 војника. "Од тог времена па до данас (октобар 1900) неваљали људи који не поштују ни своју ни туђу веру, ударили су два пута на овај наш стари манастир - 27. августа и 20. септембра (по мраку)". Царски војници су одлучно се држећи одбранили српску светињу, а ови су успели само да запале сено.
Почетком 1903. године игуман Симеон Ђорђевић је пред претњама по живот отишао у Ниш. Жалио се да су се Арнаути острвили у последње време на манастир често га пљачкајући. Највећи напад се десио 9. септембра 1902. године, када турска војска није желела да улази у борбу са разбојницима. У манастиру су остала само два монаха и три ђака, а игуман је премештен у манастир Соколицу, код Митровице. Да би спречили пропаст манастира Високих Дечана, 1. фебруара 1903. године у њега су се усели руски калуђери. Изабрали су за новог игумана Кирила, из светогорског манастира Св. Јована. Мада је то забринуло многе Србе патриоте што стара српска Немањићка задужбина прелази у руке странаца (Руса), у време када су и Хиландар отимали Бугари, то је био једини начин да се српска светиња спаси од уништења. Делфа Иванић је о покушајима да се Дечани у Старој Србији, врате од Руса - Србима, записала да су руски калуђери, својим несолидним управљањем и газдовањем знатно уназадили и све више упропашћивали тај наш дивни и величанствени споменик историјски. О томе је тада писала Политика, Самоуправа и Правда, о тако званом Дечанском питању. Одржавани су и митинзи и јавне конференције у Београду, на којима су говорници истицали потребу да се манастир Дечани врати српским калуђерима, и на којима су биле
донете резолуције са захтевом, да влада Србије што пре издејствује повраћај српских калуђера у манастир Дечане. О сукобима са руским монасима је и Гаврило Дожић написао књигу Високи Дечани под туђином.

## Црква
Дечанска црква Христа Пантократора, спада међу највеће грађевине средњовековне Србије.
Црква манастира Дечана грађена је од мермерних квадара у две боје. По својој градитељској сложености црква представља складно прожимање елемената западног - романике и готике, и источног - византијског стила са већ постојећим традицијама српске уметности.
Сликање дечанског храма трајало је од завршетка градње 1335. па све до 1350. године и радило је неколико група најбољих сликара Душановог царства. По броју ликова и сцена, као и укупној осликаној површини, дечанске фреске предњаче у српском сликарству средњег века. Манастир је 1903. године захватио пожар и све би изгорело да у помоћ нису притекли Арнаути. Манастир су свагда доживљавали као неки свој понос, по писању Гаврила Дожића. Поарбанашена племена (као Гаши (племе)) су се сукобила око тога да постану манастрски кавас (војвода), што због части, што због прихода. Монаси су имали у плану да обнове зидине око манастира које су срушили Арнаути, и по томе би једна одаја изнад капије била намењена буљукбаши, тј. војводи или кавасу.
Велике заслуге за одржање те велелепне манастирске цркве имао је дугогодишњи настојатељ, архимандрит Рафаило. Он је променио "на своју руку" сав темељ, те тада 600 година старе цркве, јер је био од влаге пропао. Темељ цркве је иначе био за пола метра шири од црквеног зида, и од давнина споља обложен оловом. Када је временом олово скинуто, остали су голи (мада камени) темељи, које је међутим уништио "зуб времена", са водом (кишом и снегом), ветром и мразом. Темељ је почео да личи на гомилу камења, а црква могла пасти. Упустио се међутим храбро калуђер у велики подухват спасавања цркве. Прво што је урадио учинило му се као добар знак; шетајући уз реку Бистрицу, случајно је открио добар мајдан за вађење камена. Са манастирским мајсторима архимандрит је вадио и довозио целе зиме на колицима тај чвршћи камен. Од пролећа 1882. године, старац је учествовао у деликатном задатку; замењивали су ситно са крупним камењем, корак по корак, ојачавали нови темељ и заливали га оловом. Није било као некада (толико олова), али спасили су цркву од воде, која ју је опасно нагризала. Утрошено је за заливање црквене основе целих 3.000 ока или 3.840 килограма, растопљеног олова. Звучи као анегдота, да је за манастирском црквом највише стрепео и бунио се један Шиптар, војвода Руста, неустрашиви чувар манастирски. Он прво није смео никако да дозволи, да је после више 200 година непрекидног чувања светиње (оружјем његове породице) од спољних нападача, сада сруши нико други до честити Рафаило. Рафаило се мушки одважно прихватио ћускије и кренуо да вади прво камење, не обазирући се, добацивши само ужаснутом војводи: "Ти моске гаљ!" (Ти ништа не брини!). За то време мајстори су још стајали, плашећи се да почну, од опасних наоружаних манастирских чувара. Али божја срећа их је послужила и ствар су успешно окончали.
Колекција рукописних књига манастира Дечани по значају и богатству је одмах иза хиландарске.
Косовска пошта је на пролеће 2009. издала поштанске маркице, на којима је приказан манастир Високи Дечани као „архитектонско благо Косова“, без напомињања да је део српске културе и историје.
Уз манастирски комплекс се налази 24 хектара земљишта, око којег се 16 година водио судски спор - завршен тек 2016. године - потврђивањем власништва.

## Светска баштина
Овај манастир се налази на списку Унескове Светске баштине заједно са још три манастира СПЦ под именом „Средњовековни споменици на Косову“, а од 2006. године се налази и на Унесковој листи светске баштине која је угрожена.
УНЕСКО је прогласио манастир Дечани за место светске културне баштине 2004, наводећи да су његове фреске једно од највреднијих примера тзв. ренесансе Палеолога у византијском сликарству и драгоцен запис о животу у 14. веку.

## Игумани чији је спомен сачуван
Први игуман је био Арсеније, споменут на натпису над западним дверима (вратима) унутар храма. Други је био Данило који је уврштен у живописце манастира и светитеље. Приказан је на фресци у цр. Св. Николе. Затим је крајем 14. века игуман дечански био јеромонах Григорије Цамблак. Пре 1501. г. игуман је Варлаам, око 1525. Симеон Трлић, а након њега до 1565. његов рођак Јеврстратије. Године 1557. старешина је Тома, који је издејствовао ферман султана Сулејмана против спахије Топчи Оглу Нуха. 1565. Нестор, 1575. Методије, 1577. Николај, који је издејствовао ферман од султана Мурата III, којим је спахијама било забрањено узнемиравати манастир. Потом је игуман био Никифор, у време патријарха Герасима, који је живео крајем 14. века. 1613. г. Атанасије, који је у манастир довео воду (изградио је водовод) из реке Бистрице. 1621.г. Мелетије Калудрањин, из села Калудре у Гусињској нахији. 1660. г. Захарије који је умро од батина Гашли-паше, а након њега Данило. 1672. г. Христофор који се у Једрену залагао код султана за ослобађање манастира од сувишних пореза. Затим изгледа да старешина задуго није било. Скривали су се по пећинама и метосима - својим црквама у оближњим планинама. Крајем 18. века игуман је Мојсије Петровић. Арнаути су га убили јер је сачувао Дечане од опасности да се манастир "потурчи" (претвори у џамију). По смрти Мојсија, монаси су се разбежали и манастир остаје пуст. 1776. г. Данило, који је 40 година био игуман. Када је он (Хаџи Данило) дошао у манастир срео је само једног Цинцарина. Обновио је манастирско братство, поново прави иконостас. Био је родом из Далмације из племена Паштровићи. Било му је 56 година када је стигао у манастир, умро је као архимандрит 1788.
Након њега игуман је Хаџи Захарије, родом из села Винце, Кумановска нахија. Каснији призренски митрополит. Умро је 16.3.1830. Наредни старешина манастира је јеромонах Теофил, али због болести услед старости није могао дуго управљати манастиром и за наследника поставља јеромонаха Герасима. Теофил је умро 1836. г. По његовој смрти игуман је Герасим (Геро), по надимку Мали. На његово место долази Герасим Други којег братство због хировитости није волело, па је кратко ту живео. Након њега игуман је аутор Дечанских споменика архимандрит Серафим Ристић који је умро 1853. г. Његово место је заузео Хаџи Кирило који је у Русији за манастир прикупљао милостињу. Умро је у јулу 1875. г. Наредни игумани су Ананије који умире 1880. г. и Рафаило који је био игуман и док је Иван Јастребов ово записао. Јастребог га описује као вредног, неграмзивог, који искрено воли Дечански манастир и ревносно се брине о њему. Ствари манастирске је довео у ред, отворио је школу за дечаке, учитељ у њој је био један од свршених ученика Призренске богословије. У новије време игумани су били су: Леонтије Нинковић (1919—1946), Макарије Поповић (1947—1977), Јустин Тасић (1977—1992), Теодосије Шибалић (1992—2004) и од 2011. до данас Сава Јањић.

## Напади на манастир
У фебруару и јуну 2000. године на манастир је испаљено неколико минобацачких граната. Мартовски погром 2004. није заобишао ни Високе Дечане, па је у ноћи 17. марта на манастир испаљено осам минобацачких граната. Истрагу је спровео и документовао италијански КФОР. Наредног дана око 400 косовских Албанаца окупило се у граду Дечани с намером да оружано нападну манастир, али их је у томе спречио командант јужног крила НАТО снага, адмирал Џонсон, који је (каснијем владици) Теодосију лично пренео шта је све те ноћи учинио да би спречио напад на манастир. Џо Бајден је као сенатор, 9. марта 2005. године у Сенату говорио о угрожености Дечана. 30. марта 2007. године испаљена је граната из зоље са оближњег брда. Граната је погодила средњовековни зид манастира, али не и цркву у која је циљана. Ухапшени починилац, локални Албанац Јетон Муљај (Jeton Mulaj), је у Пећи 25. фебруара 2009. године осуђен на три и по године затвора. 13. октобра 2014., на манастирским спољашњим зидовима су исписани графити терористичке организације ИСИС и ОВК, уз натпис на енглеском Калифат долази. Починиоци никада нису пронађени. У вечерњим часовима 31. јануара 2016. су испред манастира ухапшена четворица косовских Албанаца, код којих је пронађено оружје, експлозив у резервној гуми аута и литература која је указивала на могуће везе с ИСИС-ом. Двојица од четворице ухапшених, били су на међународној листи лица повезаних с тероризмом. Америчка амбасада у Приштини је 2013. спречила изградњу магистралног пута Пећ-Плав, који је требао пролазити кроз заштићену зону манастира. Проблем је и покушај албанских власти у вези узурпације 24 хектара манастирске земље, која је део од 700 хектара, која је манастиру конфискована од стране комунистичких власти 1946. године. Иако је Уставни суд Косова признао манастиру земљиште и да то треба унети у катастар, ни 5 година након те одлуке то није учињено. Учестала је медијска хајка против манастира, која узрокује повремене демонстрације и блокирање приступа манастиру. Постоје напади и на културном пољу, па се манастир медијски проглашава албанским спомеником културе.

## Документарни филм
- Високи Дечани, троделни документарни ТВ филм серијала „Сведоци векова“ снимљен је 1989. године према сценарију Др Гордане Бабић и Петра Савковића у режији Драгослава Бокана, музику је компоновао Зоран Христић, у продукцији РТБ-а.[26][27][28]

## Познати посетиоци свете обитељи кроз историју
- Милица Хребељановић[29]
- Патријарх српски Пајсије II, 25. августа 1743.
- Патријарх српски Вићентије I 26. јуна 1753.
- Сава Петровић Његош, 1778.
- Петар I Петровић Његош
- Аделина Паулина Ирби
- Џорџина Мјур Макензи
- Артур Еванс
- Иван Јастребов
- Александар Гиљфердинг[30]
- Идит Дарам[31]
- Ребека Вест
- Џо Бајден, 2005. и 2009. године[32]

## Галерија
- Фотографија манастира
- Необарокни иконостас
- Икона „Исус Сведржитељ”
- Исус, фотограф Дарко Дозет
- Унутрашњост манастира Високи Дечани
- Унутрашњост манастира Високи Дечани
- Унутрашњост манастира Високи Дечани
- Унутрашњост манастира Високи Дечани
- Унутрашњост манастира Високи Дечани
- Унутрашњост манастира Високи Дечани
- Унутрашњост манастира Високи Дечани
- Унутрашњост манастира Високи Дечани
- Унутрашњост манастира Високи Дечани
- Фреска у манастиру
- Фреска у манастиру
- Фреска у манастиру
- Фреска у манастиру